# Cetola vicina
Cetola vicina är en fjärilsart som beskrevs av Joannis 1913. Cetola vicina ingår i släktet Cetola och familjen nattflyn. Inga underarter finns listade i Catalogue of Life.